# Palazzo Gonzaga di Vescovato (Portiolo)
Palazzo Gonzaga di Vescovato è una corte rurale fortificata di Portiolo, frazione di San Benedetto Po, in provincia di Mantova.

## Storia e descrizione
L'area su cui insiste la costruzione proviene da una donazione fatta da Matilde di Canossa ai monaci dell'Abbazia di San Benedetto in Polirone.
Con l'avvento al potere dei Gonzaga, la zona passò sotto il controllo della nobile famiglia. Il complesso fu edificato tra il XIV e il XV secolo come casa-fortezza, assumendo la connotazione di corte rurale fortificata.
La costruzione fu in proprietà di Sigismondo I Gonzaga, dei Gonzaga di Vescovato. La villa fu abitata dal condottiero Fulvio Gonzaga, che compì importanti lavori di ristrutturazione e qui si ritirò alla fine del Cinquecento per dedicarsi alle attività letterarie. La costruzione passò a Sigismondo II Gonzaga, marchese di Vescovato, quindi nel 1567 al figlio Carlo Gonzaga. Il principe Ottavio I Gonzaga fece edificare la parte centrale del palazzo e i giardini nel 1661 per trasformarlo in sua residenza, con l'apporto dell'architetto Frans Geffels. Nella proprietà succedettero Pirro Maria, Ottavio II Gonzaga e la figlia Marianna (1706-1758). Dopo questo periodo cominciò il declino della corte, che fino alla metà del XIX secolo restò in proprietà della famiglia Cavriani.
Ad ottobre 2020 è iniziato il recupero dell'immobile dopo il sisma del 2012.